# Karl Negley Mellon
Karl Negley Mellon (5 de agosto de 1937-31 de marzo de 1983) fue un heredero estadounidense y bisnieto de Andrew William Mellon. Miembro de la familia Mellon, atravesó dificultades durante su vida antes de suicidarse a los 45 años. La disposición de su patrimonio (del que se rumoreaba erróneamente que valía una fortuna) fue objeto de atención de los medios.

## Primeros años y educación
Karl Negley Mellon fue el primer hijo de Matthew T. y Gertrude Mellon. Fue criado por ellos en Estados Unidos hablando alemán, de modo que cuando empezó la escuela secundaria casi no sabía inglés. Esto provocó que sus compañeros de clase lo acosaran.
Matthew y Gertrude se divorciaron en 1951 en Reno (Nevada). Gertrude tomó la custodia de Karl y su hermano, James Ross Mellon, a quien crio en Manhattan. Finalmente, Karl fue expulsado de la Choate School for Boys.
El hermano de Karl, James Ross Mellon, informó que si bien Matthew lo «adoraba» (a James), no se llevaba bien con Karl. Según Burton Hersh, Karl sufría «ataques periódicos de descontrol». Fue institucionalizado y finalmente confinado a un centro psiquiátrico de seguridad.

## Matrimonios
Karl se casó varias veces, y James comentó en una ocasión que «cada vez que regresaba de África tenía otra cuñada».

### Ann
Conoció a su primera esposa, Ann, mientras ambos estaban bajo internamiento psiquiátrico en la Menninger Clinic. Karl escapó de la Menninger Clinic y se fugó con Ann. Juntos tuvieron dos hijos, entre ellos Christopher Mellon. Karl pronto se divorció de Ann. Los hijos de Karl y Ann se distanciaron de él y se criaron en el centro de Chicago en circunstancias que su hijo Christopher describió más tarde como «difíciles».

### Anne Paul
En 1962, Karl se volvió a casar con la heredera de la familia Drexel, Anne Paul Stokes. Con Anne tuvo otros hijos, entre ellos su hijo Matthew Mellon, quien, al igual que su padre, padecía trastorno bipolar. Karl también abandonó a esta segunda familia. Él y Anne se divorciaron posteriormente. Anne alegó «trato cruel y abusivo» y se le concedió la custodia exclusiva de los hijos de la pareja.

### Bonnie
En 1975, recibió un disparo y resultó levemente herido durante lo que se informó que fue una disputa que involucraba un enredo romántico por la misma mujer con la que él y el agresor supuestamente estaban comprometidos. Más tarde, Karl se casó con la mujer que estaba en el centro de esa disputa, Yvonne «Bonnie», una mujer de clase obrera de Maine, aunque los dos finalmente se separaron.

## Muerte y patrimonio
Según el cronista de la familia Mellon, David Koskoff, en 1958, cuando Karl Mellon cumplió 21 años y obtuvo acceso a su fondo fiduciario —valorado en 1,2 millones de dólares—, llevó una maleta vacía al Mellon Bank y le ordenó a un cajero que la «llenara».
Se suicidó cerca de su casa en Maine por intoxicación con monóxido de carbono en 1983. Su testamento dividió sus bienes entre sus cuatro hijos, pero surgió una controversia por unos codicilos escritos a mano que ordenaban que su patrimonio se dividiera entre varios amigos y una mujer que conoció en un bar unas semanas antes. La legalización del testamento fue objeto de varias historias en el Bangor Daily News, el Ellsworth American y el Pittsburgh Post-Gazette. Este último periódico informó que «la mitad de los residentes de Mount Desert (Maine), están convencidos de que son millonarios desde que se encontró el cuerpo de Karl N. Mellon, de 45 años, en un automóvil estacionado en las afueras de Bar Harbor».
La disputa entre los dos grupos de beneficiarios se resolvió finalmente cuando los nombrados en los codicilos acordaron abandonar su reclamo sobre el patrimonio de Mellon a cambio de un pago en efectivo equivalente a un porcentaje del mismo. A pesar de los rumores de que Mellon poseía una fortuna, según su representante personal, el patrimonio fue finalmente valorado en menos de 100 000 dólares y consistía en la casa de Mellon, su coche y un camión.